# Referendos na Suécia
A Constituição da Suécia (Sveriges grundlagar), prevê no Instrumento de Governo (Regeringsformen, RF, 1975, 8 kap. 2 § 5 punkten), a realização de referendos nacionais e municipais.

Foram efetuados 6 referendos (folkomröstning) de carácter nacional:
- Referendo sobre a proibição das bebidas alcoólicas em 1922
- Referendo sobre o trânsito pela direita em 1955
- Referendo sobre as pensões de aposentação em 1957
- Referendo sobre a energia nuclear em 1980
- Referendo sobre a adesão à União Europeia em 1994
- Referendo sobre a adesão ao euro em 2003